# Maurus Heinrichs
Maurus Heinrichs (* 1904 in Gladbeck; † 1996) war ein deutscher Franziskaner und Missionar in China und Japan.

## Leben
Er trat 1923 dem Franziskanerorden ein und wurde 1929 zum Priester geweiht. Er promovierte in Theologie in Innsbruck und in Sinologie in Berlin, bevor er 1931 nach China ging. Mehr als 20 Jahre lehrte er Dogmatik in China und diente dann ab 1954 in derselben Funktion in Japan am Sankt Anthonius Seminar in Tokio.

## Schriften (Auswahl)
- Die Bedeutung der Missionstheologie. Aufgewiesen am Vergleich zwischen den abendländischen und chinesischen Kardinaltugenden. Münster 1954, OCLC 602437184.
- Katholische Theologie und asiatisches Denken. Mainz 1963, OCLC 250060898.
- Der große Durchbruch. Franziskus von Assisi im Spiegel japanischer Literatur. Werl 1969, OCLC 7146583.
- Christliche Offenbarung und religiöse Erfahrung im Dialog. Paderborn 1984, ISBN 3-506-70191-6.